# Ramapotief
Das Ramapotief ist ein Meerestief im westlichen Teil des Pazifischen Ozeans (Pazifik) und mit 10.554 m Meerestiefe die tiefste Stelle des Boningrabens. 
Es liegt etwa bei 31° nördlicher Breite und 142° östlicher Länge. 
Siehe auch: Tiefseerinne
Koordinaten: 31° 0′ 0″ N, 142° 0′ 0″ O